# Jacques Bourgoin
Pour les personnes ayant le même patronyme, voir Bourgoin.
Jacques Bourgoin est un homme politique français, né le 19 décembre 1952 à Paris.

## Parcours
Membre du Parti communiste français, il est élu au conseil municipal de Gennevilliers (Hauts-de-Seine) en 1977 et devient maire-adjoint en 1985.
En 2001, il est élu maire en remplacement de Jacques Brunhes et réélu en mars 2008. Il est par ailleurs conseiller général du canton de Gennevilliers-Nord de 1988 à 2015. Il annonce courant 2013 qu'il ne briguera pas un nouveau mandat de maire en 2014.
Jacques Bourgoin est professeur de mathématiques. Après avoir commencé sa carrière en 1975 au lycée Honoré-de-Balzac à Paris, il est arrivé en septembre 1977 au lycée Galilée de Gennevilliers qu'il n'a plus quitté. Il prend sa retraite à 60 ans, à la fin de l'année scolaire 2012-2013.
À la tête de Gennevilliers comme dans la vie associative après son retrait de la vie politique, Jacques Bourgoin s'est fait remarquer pour son ouverture d'esprit vers les mondes catholique et arabe,.

## Synthèse des mandats et fonctions
- Conseiller général des Hauts-de-Seine, élu dans le canton de Gennevilliers-Nord (1988-2015)
- Maire de Gennevilliers (2001-2014)
- Conseiller municipal de Gennevilliers (2014-2020)